# Sonic 2 - Il film
Sonic 2 - Il film (Sonic the Hedgehog 2) è un film del 2022 diretto da Jeff Fowler.
La pellicola è il sequel di Sonic - Il film (2020) e secondo capitolo del franchise cinematografico basato sulla serie di videogiochi Sonic the Hedgehog. Tratto per alcune parti dai giochi Sonic the Hedgehog 2 (1992), Sonic the Hedgehog 3 (1994) e Sonic & Knuckles (1994), la sceneggiatura segue il protagonista Sonic fare squadra con Tails per trovare un potente manufatto, il Grande Smeraldo, prima che cada nelle mani del Dr. Robotnik e del suo nuovo alleato Knuckles.
Il film è stato distribuito per la prima volta in alcuni paesi dal 30 marzo 2022, in Italia dal 7 aprile, e negli Stati Uniti dall'8 aprile. Ha ricevuto recensioni generalmente più positive dalla critica rispetto al predecessore, e ha segnato il miglior incasso d'apertura per una pellicola tratta da un videogioco (record precedentemente detenuto dal primo film) e il maggior incasso totale negli Stati Uniti per un film della medesima categoria. Nel 2024 sono usciti un terzo film e una miniserie spin-off su Knuckles in esclusiva per Paramount+, mentre per la primavera del 2027 è previsto un quarto film della saga.

## Trama
Otto mesi e tre giorni dopo essere stato intrappolato da Sonic sul Pianeta dei Funghi, il malvagio Dottor Ivo Robotnik riesce ad utilizzare l'energia dell'aculeo sottratto al suo arcinemico per lanciare un segnale di soccorso nello spazio. Ad esso rispondono gli autoctoni della dimensione di Sonic, tra cui Knuckles che, in cambio di un passaggio sulla Terra, chiede a Robotnik di aiutare l'echidna rosso a trovare Sonic.
Nel mentre, Sonic si è ormai stabilito a casa di Tom Wachowski e di sua moglie Maddie; ha inoltre iniziato una carriera da supereroe con il soprannome di Blue Justice, sebbene il più delle volte finisca per combinare guai agendo alle spalle di Tom e Maddie e per non farsi scoprire quando esce di nascosto per le sue missioni da eroe ha creato nella sua stanza un fantoccio con le sue fattezze, tuttavia, Tom scopre il trucco e rimprovera Sonic per l'ultimo disastro combinato e gli dà una lezione di vita insegnandogli che non è lui che sceglie il momento di essere un eroe, bensì è il momento che lo sceglie per dargli l'opportunità di essere un eroe. Un giorno, Tom viene invitato alle Hawaii assieme a Maddie per assistere al matrimonio della cognata Rachel con l'energico Randall Handel e i due decidono quindi di partire e lasciare Sonic a casa da solo con il loro cane Ozzie. Per l'andata e il ritorno, Sonic presta a Tom due dei suoi anelli. Quella sera, Sonic subisce inaspettatamente l'attacco del Dr. Robotnik e Knuckles, con l'echidna che riesce facilmente a sconfiggerlo. Durante lo scontro, Knuckles chiede a Sonic dove si trova il Grande Smeraldo, un leggendario manufatto creato dal suo popolo e capace di dare forma ai desideri di chi lo utilizza, ma il riccio non sa nulla. All'ultimo, Sonic viene salvato da Tails, una giovane e adorabile volpe gialla a due code proveniente anch'egli da un altro mondo. Tails rivela di essere un ammiratore di Sonic, avendolo osservato da molto tempo attraverso dei gadget da lui inventati, e una volta appreso della minaccia di Robotnik e Knuckles, Tails è giunto sulla Terra per avvisarlo del pericolo.
Successivamente, Sonic e Tails scoprono un messaggio segreto lasciato a Sonic sulla mappa affidatagli dalla sua mentore Longclaw, nel quale il gufo rivela al suo protetto di averlo inviato sulla Terra anche allo scopo di fargli ritrovare e proteggere il Grande Smeraldo, nascosto dalla sua tribù sul pianeta azzurro per sottrarlo agli echidna, che volevano servirsene come strumento di conquista. Vedendo in questa sfida un'occasione per dimostrarsi un vero eroe, Sonic, seguendo gli indizi lasciati da Longclaw, raggiunge la Siberia insieme a Tails, dove dovrebbe trovarsi la bussola capace di condurli allo Smeraldo.
Sonic e Tails trovano il Tempio dei Gufi, nel quale apprendono da delle antiche incisioni che il Grande Smeraldo venne creato dagli echidna fondendo i sette Smeraldi del Caos; poiché convinti che nessuno dovesse detenere un tale potere, i gufi rubarono loro lo Smeraldo e lo nascosero, causando una guerra secolare tra i due popoli. Recuperata la bussola, Sonic e Tails subiscono un nuovo attacco da Knuckles e Robotnik, che nel frattempo si è riunito con il fidato agente Stone, il quale in sua assenza aveva costruito un nuovo laboratorio segreto per il dottore a Green Hills, sperando nel suo ritorno. Mentre affronta Sonic, Knuckles rivela che il giorno in cui gli echidna attaccarono Sonic bambino e l'ultimo gufo Longclaw fu l'ultima volta che vide suo padre e la sua tribù, i quali morirono in battaglia. Nello scontro, Tails rimane gravemente ferito e costretto a scegliere, Sonic decide di salvare il suo nuovo amico, permettendo a Robotnik e Knuckles di impossessarsi della bussola e scappare, lasciando i due in balia di una valanga.
Grazie all'aiuto di Tom, che usa l'anello per aprire un portale, Sonic riesce a mettersi in salvo assieme a Tails raggiungendo le Hawaii. Tuttavia, i tre vengono immediatamente catturati dal comandante Walters, ora a capo di un'unità militare internazionale nota come G.U.N. (Guardian Units of Nations), incaricata di contrastare le minacce aliene. Lo stesso Randall rivela di far parte dell'unità e di essersi avvicinato a Rachel al solo scopo di spiare la famiglia Wachowski. Collaborando, Maddie e Rachel riescono, anche grazie al ravvedimento di Randall, a liberare Tom e i due piccoli alieni, e mentre Tails viene lasciato alle cure di Maddie per potersi riprendere, Sonic si precipita all'inseguimento di Knuckles e Robotnik, che nel mentre hanno usato la bussola per svelare il gigantesco tempio sottomarino nel quale è custodito lo Smeraldo.
Fattisi strada tra varie trappole disseminate all'interno di un grande labirinto, i tre arrivano contemporaneamente alla sala dello Smeraldo, ma mentre Sonic e Knuckles combattono, Robotnik riesce ad impossessarsene e a fondersi con esso, divenendo onnipotente. Dopo aver ammesso di aver usato Knuckles per tutto il tempo, lo scienziato fa ritorno a Green Hills teletrasportandosi, con i due avversari che riescono per poco a salvarsi vicendevolmente la vita mentre il tempio viene inondato, per poi precipitarsi all'inseguimento di Robotnik assieme a Tails, che li raggiunge a bordo di un biplano. La G.U.N., assieme ai Wachowski, ritorna a sua volta a Green Hills e tenta di catturare Robotnik, il quale però usa i suoi nuovi poteri per realizzare un gigantesco robot umanoide armato fino ai denti, con cui inizia a distruggere la cittadina.
Collaborando, Sonic, Tails e Knuckles riescono a separare Robotnik dal Grande Smeraldo e ad impossessarsene. Tuttavia lo scienziato, ancora a comando del robot, inizia a scagliarsi su Sonic, ferendolo gravemente, ma quest'ultimo riesce a usare il potere del Grande Smeraldo per trasformarsi in Super Sonic. Con i suoi nuovi poteri, il riccio blu, divenuto giallo, distrugge definitivamente il robot, e mentre questo cade a pezzi Robotnik precipita nel vuoto, venendo successivamente dato per morto dall'esercito. In seguito, di fronte alla prospettiva di diventare a sua volta onnipotente, Sonic decide invece di separarsi dagli Smeraldi, capendo di avere ancora molto da imparare su come essere un vero eroe. Conclusa anche questa avventura, Sonic, Tails e Knuckles decidono di restare tutti insieme a Green Hills e di formare una nuova alleanza incaricata di proteggere e custodire il Grande Smeraldo.
In una scena durante i titoli di coda, Stone si infiltra tra i soldati in cerca del corpo di Robotnik, mentre il comandante Walters viene informato del ritrovamento di un file vecchio di cinquant'anni durante la cancellazione dei dati di Robotnik dai sistemi G.U.N., contenente le coordinate di un centro di ricerca segreto, che ospita il "Progetto Shadow", e contemporaneamente, in tale luogo, una capsula criogenica si attiva risvegliando al suo interno un misterioso riccio nero a strisce rosse.

## Personaggi
- Sonic the Hedgehog: il protagonista del film, è un riccio blu antropomorfo extraterrestre di 13-14 anni capace di correre a velocità supersonica ed elettrocinesi. Si è stabilito da quasi un anno a casa dei Wachowski e desidera fare il supereroe, nonostante sia costretto a tenere un basso profilo. Viene lasciato a casa da solo, dove ha modo di conoscere Tails e scoprire che il Grande Smeraldo esiste veramente, tanto da cogliere la missione lasciatagli da Longclaw come l'occasione per dimostrare di essere un eroe. È doppiato in originale da Ben Schwartz e in italiano da Renato Novara.
- Miles "Tails" Prower: secondo protagonista del film, è una volpe gialla antropomorfa extraterrestre in grado di volare facendo roteare ad elica le sue due code e geniale inventore meccatronico. A causa della coda in più è stato emarginato per stranezza e soprannominato Tails. Egli rivela di aver scoperto Sonic quando questi mandò in blackout la costa nord-occidentale nel primo film e osservato per tutto il tempo finché decise di cercarlo e avvertirlo di essere pedinato da Knuckles. Nel corso del film diventa dapprima migliore amico e infine "fratellino" di Sonic. È doppiato in originale da Colleen O'Shaughnessey e in italiano da Benedetta Ponticelli.
- Knuckles the Echidna: terzo protagonista e antieroe del film, è un muscoloso echidna rosso antropomorfo originario del mondo di Sonic, nonché ultimo della sua specie, creatori del Grande Smeraldo. Suo padre morì assieme all'intero clan quando attaccarono Longclaw e Sonic per rientrare in possesso della gemma rubatagli dai gufi. Accetta di collaborare con Eggman per raggiungere lo Smeraldo, ma dopo aver scoperto di essere stato usato e aver vicendevolmente salvato Sonic dall'annegamento, diventa suo amico e "fratellone". Ama leggere. È doppiato in originale da Idris Elba e in italiano da Maurizio Merluzzo.
- Tom Wachowski: il protagonista umano del film, è lo sceriffo di Green Hills, marito di Maddie e amico di Sonic, al quale insegna che essere un eroe significa pensare prima agli altri anche se si è in grado di badare a sé stessi; infatti alla fine viene chiamato "papà". È interpretato da James Marsden e doppiato in italiano da Massimiliano Manfredi.
- Maddie Wachowski: la protagonista femminile del film, è la veterinaria di Green Hills e moglie di Tom, viene invitata dalla sorella Rachel assieme al marito al matrimonio con il fidanzato Randall. Maddie sprona Tom dapprima a divertirsi alle nozze e successivamente ad aiutare i tre piccoli alieni a fermare Eggman. È interpretata da Tika Sumpter e doppiata in italiano da Laura Facchin.
- Dr. Ivo "Eggman" Robotnik: antagonista principale del film e arcinemico di Sonic, riesce a tornare sulla Terra dopo aver passato ben 243 giorni (8 mesi e 3 giorni) sul pianeta dei funghi con l'aiuto di Knuckles, che successivamente usa per impossessarsi del Grande Smeraldo e usarlo per conquistare il mondo, venendo però sconfitto e creduto morto. È interpretato da Jim Carrey e doppiato in italiano da Roberto Pedicini.
- Rachel: sorella di Maddie e madre di Jojo, si è fidanzata con Randall e i due hanno programmato di sposarsi alle Hawaii. Non appena scopre che era una messinscena, costei collabora con la sorella per liberare Tom e i due alieni, oltre che fermare il comandante Walters maneggiando le armi di Tails e mettendo a soqquadro il giardino. È interpretata da Natasha Rothwell e doppiata in italiano da Angela Brusa.
- Comandante Walters: uno dei comandanti del Joint Chiefs of Staff, ha fondato e comanda la G.U.N., una forza speciale incaricata di contrastare le minacce extraterrestri. Con il finto matrimonio tra Randall e Rachel riesce a catturare Sonic e Tails, ma una volta chiarita la situazione riaccompagna a casa i Wachowski in elicottero. È interpretato da Tom Butler e doppiato in italiano da Ambrogio Colombo.
- Randall Handel: atletico fidanzato di Rachel, è in realtà un agente sotto copertura incaricato dalla G.U.N. di spiare i Wachowski e infatti il matrimonio è solo una messinscena per catturare Sonic. Non appena la fidanzata ferma il comandante, Randall realizza di amarla davvero e la aiuta. È interpretato da Shemar Moore e doppiato in italiano da Andrea Lavagnino.
- Agente Stone: antagonista secondario del film, è un agente segreto e braccio destro del Dr. Eggman, all'inizio gestisce un bar seguendo il programma del suo capo cadendo in depressione. Non appena apprende del suo ritorno si rallegra, tanto da aiutarlo a comandare il robot colossale e cercare il suo corpo infiltrandosi tra gli agenti G.U.N. Per ragioni ignote, a differenza del precedente film, il nome dell'agente Stone è stato tradotto letteralmente, più precisamente in "Roccia", un nome comune di cosa, e questo errore bizzarro non è stato ancora corretto. È interpretato da Lee Majdoub e doppiato in italiano da Raffaele Carpentieri.
- Longclaw: l'ultimo dei gufi e mentore di Sonic, è stata uccisa dagli echidna all'inizio del primo film per proteggere il suo apprendista dagli aggressori e impedire a questi di riottenere il Grande Smeraldo, essendo convinti che ne fosse in possesso. È doppiata in originale da Donna Jay Foulks e in italiano da Francesca Fiorentini.
- Ozzie: è l'affettuoso golden retriever di Tom, Maddie e Sonic.

In una scena dopo i primi titoli di coda, appare un nuovo personaggio in un luogo sconosciuto, ovvero Shadow the Hedgehog.

## Produzione

### Sviluppo
Prima dell'uscita del film precedente (rivelatasi un successo), Jim Carrey ha affermato di poter immaginare di sviluppare Robotnik per un sequel: "Non mi dispiacerebbe farne un altro perché è stato molto divertente, prima di tutto, e una vera sfida per cercare di convincere le persone che ho un quoziente intellettivo a tre cifre [...] C'è così tanto spazio, sai, Robotnik non ha raggiunto la sua apoteosi." Nel febbraio 2020, Fowler dichiarò di aver pianificato un potenziale seguito in cui includere più elementi dai videogiochi. A marzo 2020, Marsden ha confermato di aver firmato per più di un sequel, affermando: "Credo, non so se dovrei dirlo, quanti ne vogliono fare. Sì, questa è la mia risposta piuttosto vaga."
Il film è stato ufficialmente annunciato il 28 maggio 2020, con il ritorno di Fowler alla regia e Casey e Miller alla sceneggiatura. Venne anche confermato il ritorno di Tim Miller, Hajime Satomi e Haruki Satomi come produttori esecutivi e Neal H. Mortiz, Toby Ascher e Toru Nakahara come produttori. Ben Schwartz, Jim Carrey, James Marsden e Tika Sumpter hanno ripreso i loro ruoli dal film precedente.
Le riprese si sono svolte da marzo a giugno 2021 a Vancouver e alle Hawaii.

### Cast
Nell'aprile 2020, Marsden espresse interesse per un sequel con Tails e altri personaggi dai videogiochi, mentre Fowler espresse interesse nel mostrare l'amicizia di Sonic e Tails dei giochi e nell'ulteriore sviluppo di Robotnik. Il 10 dicembre 2020, durante i Game Awards, viene rivelata la presenza di Knuckles nel sequel, mentre l'11 agosto viene rivelato che il personaggio sarà doppiato dall'attore Idris Elba. Successivamente venne anche annunciato che Colleen O'Shaugnessey sarebbe tornata a doppiare Tails. Ben Schwartz, Jim Carrey, James Marsden e Tika Sumpter hanno ripreso i loro ruoli dal primo film.

## Colonna sonora
Come per il film precedente, la colonna sonora è stata composta da Tom Holkenborg. Il tema principale Stars in the Sky è invece opera del rapper Kid Cudi. Sono state inserite inoltre altre 19 canzoni per le quali sono stati pagati i diritti.

### Sonic the Hedgehog 2 - Music from the Motion Picture
Testi e musiche di Tom Holkenborg.
1. Piece of Shiitake Planet – 2:52
2. Blue Menace – 2:28
3. Mind If I Drive – 2:06
4. Sonic's Home – 1:18
5. A Wachowski Family Special – 3:15
6. Sonic, Meet Knuckles – 2:48
7. Papa's Got a Brand New Stache – 1:53
8. The Master Emerald – 2:40
9. So You Think You Can Pivonka – 2:14
10. Goodnight, Tails – 2:09
11. Ages Ago – 2:50
12. You Know Nothing About Me – 2:54
13. Operation Catfish – 3:34
14. Eureka, I Found It – 2:45
15. Gotta Go Fast – 1:46
16. Entering the Labyrinth – 1:59
17. You Don't Have to Be Alone Anymore – 3:10
18. Sinister – 3:37
19. Team Vs Robotnik – 3:36
20. Okay, We're Not Friends – 3:38
21. A New Order – 2:51
22. Dad – 1:02

### Singoli inseriti
1. It's Tricky – 3:03 (musica: Run DMC)
2. Ouverture 1812 – 16:29 (musica: Pëtr Il'ič Čajkovskij)
3. Here Comes the Hotstepper – 4:09 (musica: Ini Kamoze)
4. This Is How We Do It – 3:58 (musica: Montell Jordan)
5. Living on the Road – 1:56 (musica: Federico Rapagnetta, Giuseppe Santamaria, Duilio e Enrico Cosimi)
6. Hapa Haole (musica: Porouchi Nawohi)
7. Don’t Know Why – 3:07 (musica: Norah Jones)
8. Me and You (musica: Rich White)
9. Severny Kozachok – 0:44 (musica: Vyvyon John Ekkel)
10. Russian Dance 1 (musica: Lee Blaske, Darren Drew e Brian Reidinger)
11. Uptown Funk – 4:30 (musica: Mark Ronson feat. Bruno Mars)
12. A Summer Place – 2:35 (musica: Andy Williams)
13. Aloha Pachelbel – 0:57
14. Green Hill Zone – 2:23 (musica: Dreams Come True)
15. You Know How We Do It – 3:53 (musica: Ice Cube)
16. Barracuda – 4:22 (musica: Michael DeRosier, Sue Ennis, Roger Fisher, Ann e Nancy Wilson)
17. I Shrink, Therefore I Am – 1:58 (musica: Christophe Beck e Tyler Lawson Western)
18. Walk – 5:15 (musica: Phil Anselmo, Dimebag Darrell, Rex Brown e Vinnie Paul)
19. The Final Game/Take Me Out to the Ball Game – 4:39 (musica: Randy Newman)

## Promozione
(Sonic a Knuckles nel trailer)
Il 10 febbraio 2021 Paramount Pictures pubblica il primo teaser, rivelando la conferma della presenza di Tails nel sequel, il logo e il titolo del film. L'8 dicembre 2021 viene pubblicato in rete il primo poster del film. Il 9 dicembre è stato proiettato il trailer ai The Game Awards. Il 10 dicembre il trailer viene ufficialmente pubblicato su YouTube.

## Distribuzione
Il film è stato distribuito nelle sale cinematografiche italiane il 7 aprile 2022, distribuito da Eagle Pictures, mentre in quelle statunitensi l'8 aprile dello stesso anno su distribuzione della Paramount Pictures. È stato trasmesso in prima tv Italia 1, l'11 novembre 2023..

## Accoglienza

### Incassi
Il film ha incassato $191 milioni in Nord America e $214 milioni in altri paesi, per un totale di 405 milioni di dollari.
Dopo il debutto al botteghino nazionale di 71 milioni di dollari e l'annesso weekend internazionale di 37 milioni di dollari, Sonic - Il film 2 ha segnato il miglior weekend d'apertura di sempre per un film tratto da un videogioco, detenuto precedentemente dal primo film.
In Italia il film ha incassato €1,5 milioni nel weekend di esordio da 403 sale, superando gli incassi di Morbius. In totale il film ha incassato 4,6 milioni di euro in Italia.

### Critica
Il sito aggregatore di recensioni Rotten Tomatoes riporta che il 69% delle 159 recensioni professionali ha dato un giudizio positivo sul film, con il consenso critico che recita: "Non è divertente quanto i più grandi videogiochi del ragazzino blu, ma se ti è piaciuto il primo film, Sonic - Il film 2 è un sequel generalmente accettabile." Su CinemaScore il film ha ricevuto come voto una A, mentre su PostTrak riceve l'87% di recensioni positive. Marco Esposito del sito IGN gli ha assegnato come voto 7.5 su 10, definendolo: "Migliore del primo film, più fedele al materiale originale e con un Jim Carrey in stato di grazia. C'è ancora da lavorare per tirare fuori un vero film su Sonic ma la strada imboccata è quella giusta."

## Citazioni e riferimenti
Come il capitolo precedente, il film contiene innumerevoli citazioni ad altre opere e alla cultura pop:
- Un poster inglese del film chiamato The choice is yours mostra un aculeo di Sonic e uno di Knuckles, che hanno gli stessi colori delle pillole della serie di fantascienza e thriller Matrix.[25]
- La scena iniziale, che vede il Dottor Ivo Robotnik isolato sul pianeta dei funghi dialogare con una roccia dipinta con occhi naso e bocca, è un riferimento al film drammatico e avventura Cast Away.
- Sempre nella medesima scena, dal passaggio dimensionale a forma di anello escono alcune guardie (presentate nel prequel a fumetti), bardate e armate allo stesso modo dei guardiani del dio Ra che riguarda al famoso film di fantascienza Stargate.
- La scena in cui Sonic sventa la rapina ad un furgone portavalori saltando dai grattacieli è un omaggio al supereroe della Marvel, l'Uomo Ragno. Questa scena si può anche interpretare come riferimento al celebre videogioco per Sega Dreamcast, Sonic Adventure, nello specifico all'inizio della parte di storia del riccio blu.
- Nella medesima scena quando Sonic posa sul tetto del grattacielo è un omaggio al supereroe della DC, Batman.
- Durante la fuga in macchina, Sonic esclama "Chi è Clifford il grande mostro rosso rabbioso?" ("Who is Clifford the big red rage monster?" in inglese), riferendosi al cane rosso gigante protagonista dell'omonima serie animata.
- Sonic prende spesso in giro l'antieroico mercenario chiacchierone Deadpool (Wade Wilson), credendo che lui sia meglio del ragazzo, anche se si dovesse scontrare con lui un giorno.
- Poco prima dell'irruzione in casa da parte del Dr. Robotnik, sul televisore compare uno sfarfallio, analogamente a quanto accade nel film horror The Ring del 2002.
- Il Dr. Robotnik esce dalla nave uovo esattamente come il Signore Oscuro dei Sith, Dart Fener, della famosa serie di fantascienza Guerre stellari (Star Wars).
- Durante la discesa in snowboard dalla montagna, Sonic apostrofa Knuckles che lo sta inseguendo come "The Winter Soldier" ossia il Soldato d'Inverno, alleato di Capitan America.
- Nella scena del matrimonio, quando Sonic prova a chiamare Tom Wachowski, la suoneria del telefono di quest'ultimo è la soundtrack di "Green Hill Zone", il primo e iconico livello di Sonic the Hedgehog.
- Quando il matrimonio tra Rachel e Randall Handel va a monte, la donna si infuria e maneggiando diverse armi, promette vendetta, in riferimento ai due film thriller della saga di Kill Bill.
- La scena dello scontro tra Sonic e Knuckles e il tradimento del Dr. Robotnik è ambientata a Labyrinth Zone, uno dei livelli ricorrenti della saga. Quando Sonic tenta di spostare una frana per liberare Knuckles sott'acqua, inala una bolla d'acqua per recuperare un po' di ossigeno, proprio come in alcuni livelli acquatici dei videogiochi, dato che il riccio blu ha sempre paura dell'acqua e quindi non sa nuotare.
- La scena dove Sonic, Tails e Knuckles fanno squadra per affrontare il robot gigante di Eggman è un riferimento al Team Sonic dell'intera serie del riccio blu.
- Quando Knuckles è convinto che Super Sonic sia malvagio, questo è un riferimento all'interpretazione di Super Sonic nella serie a fumetti britannica edita dalla Fleetway Sonic the Comic.
- Quando l'agente Stone, il fedele assistente del Dr. Robotnik, sceglie il nuovo costume, tra le opzioni c'è il costume originale del videogioco e del cartone animato di Eggman.
- Il Comandante Walters, leader e fondatore della G.U.N. (Guardian Units of Nations), è paragonato molto ad Abraham Tower (personaggio apparso nei videogiochi Shadow the Hedgehog e Sonic Chronicles: La Fratellanza Oscura e nelle serie a fumetti edita da Archie Comics Sonic the Hedgehog e Sonic Universe), in cui ne assume come la sua controparte cinematografica, oltre al suo stile. Come nei giochi, il Comandante sembra avere una familiarità con il riccio nero a strisce rosse, il che potrebbe implicare che condividono una storia comune, visto che alla fine del film viene realizzato con terrore.

## Altri media

### Fumetto prequel
Il 30 marzo 2022 è stato pubblicato un fumetto one-shot che funge da prequel del film, intitolato Sonic the Hedgehog 2: The Official Movie Pre-Quill ("Il pre-quill ufficiale del film"). È stato pubblicato da IDW Publishing e contiene cinque storie consecutive. Il titolo è un incrocio tra le parole "prequel" e "quill" (aculeo), che hanno la stessa pronuncia.

#### Trama
Il fumetto presenta cinque storie, con protagonisti rispettivamente Sonic, Stone, Knuckles, Tails e Robotnik:
1. Sonic, ormai stabilitosi a casa dei Wachowski, è costretto a tenere un profilo basso ma desidera fare il supereroe e stare in mezzo ai cittadini, poiché l'unico a conoscerlo è Carl il pazzo. Anche Wade Whipple vorrebbe compiere missioni con maggiore azione. Un giorno, mentre Sonic è in casa da solo, sente al telegiornale la notizia di una rapina in corso alla banca principale di Walla Walla, WA, così decide di intervenire anticipando l'arrivo degli agenti locali e anche di Tom e Wade (che stavano pescando sul ghiaccio fuori dalla suddetta città), ma viene stordito e rinchiuso nel caveau dai rapinatori, venuti lì per recuperare il guanto del Dr. Robotnik con cui chiamano i suoi droni per rimuovere l'intero caveau. Risvegliatosi, Sonic riesce ad atterrare il caveau e uscirne, per poi catturare i rapinatori; l'ultima è il capo Lindsey, rimasta accidentalmente appesa a un drone che pensava di controllare con cui intendeva catturare il protagonista. Sonic ordina a ostaggi e criminali di tacere sulla sua presenza e torna a casa coniandosi il soprannome "Blue Justice", mentre il drone e il guanto arrivano dal cliente dei rapinatori: l'agente Stone.
2. Dopo la scomparsa di Robotnik, Stone è rimasto solo e disoccupato e decide quindi di attuare il programma lasciatogli dal capo. Così, recuperato il guanto-telecomando e i robot, si fa assumere in una caffetteria gestita da Karen, una severissima donna afroamericana. Con il guanto di controllo, si sbarazza di due dipendenti (distrugge la macchina di Tina in spiaggia e rapisce un secondo dipendente) e incastra Karen per riciclaggio di denaro, facendola arrestare. Stone diventa quindi il nuovo capo della caffetteria (che rinomina Mean Bean) e si tiene un unico dipendente.
3. Su un pianeta sconosciuto, da un anello-portale compare Knuckles (l'ultimo Echidna) in cerca di Sonic, poiché sarebbe l'unico in grado di ripristinare qualcosa di perduto. Tuttavia un'eruzione vulcanica lo fa precipitare e perde i sensi, finendo catturato da strane creature aliene che lo portano in un'altra zona chiamata Casino Night: qui diventa lo sfidante di un enorme mostro a due teste che riesce a battere, ottenendo la libertà, gli anelli delle scommesse e l'aiuto dai suoi precedenti rapitori per trovare Sonic.
4. A Green Hill Zone, sull'isola dov'è nato Sonic, arriva Tails, una volpe gialla a due code in cerca del riccio seguendo la traccia dell'energia del caos. Dopo aver visitato la capanna di Longclaw inizia a spostarsi per i mondi scoprendo di essere pedinato, passando per le zone Marble, Spring Yard, Aquatic Ruin e Hill Top, riuscendo ad arrivare sulla Terra indisturbato. Ad inseguirlo inconsapevolmente, erano Knuckles e i guerrieri in armatura.
5. Subito dopo la fine del primo film, il Dr. Robotnik si mette in cerca di provviste e trova dei funghi azzurri commestibili che danno la sensazione di sballo. Ne trova una caverna intera ma per poco finisce divorato da piccoli parassiti che però carbonizza. Fatta scorta di funghi torna al suo Eggpod per cercare di ricostruirlo.

### Sonic Drone Home
Sonic Drone Home è un cortometraggio live-action inedito distribuito nell'edizione home video del film, distribuito per la prima volta dal 24 maggio 2022.
Il Team Sonic (Sonic, Tails e Knuckles) si reca alla discarica cittadina su richiesta del vicesceriffo Wade per scoprire cosa fossero i rumori sentiti durante la notte. Giunti sul posto, i tre scoprono un drone a forma di uovo di Robotnik dotato di IA che si è costruito un corpo meccanico rovistando tra i rifiuti. I tre cercano allora di distruggerlo senza successo; Knuckles viene lanciato via dentro un frigorifero incastrandosi nel cartello di ingresso della città, mentre Tails e Sonic vengono stesi al tappeto, quest'ultimo con le gambe accidentalmente legate. Il drone, presentatosi come l'"Unità", annuncia di essere stato programmato per pensare da solo e di amare le poesie, quindi Sonic lo persuade a conquistare il mondo con la sua passione. Proprio mentre l'Unità legge un suo poema Knuckles gli piomba addosso distruggendo il suo corpo meccanico, ignaro di quanto accaduto. Il Team Sonic fa quindi ritorno a casa assieme al drone, affiliatosi al dolce Tails.

### Videogiochi
Come il primo film, Sonic - Il film 2 ha ricevuto promozioni in Sonic Forces: Speed Battle e Sonic Dash, nei quali sono stati aggiunti Tails, Knuckles e Super Sonic come nuovi personaggi, assieme a colonne sonore provenienti dal film.

## Merchandising
La società Jakks Pacific ha realizzato oggetti di merchandising in concomitanza con l'uscita del film, inclusi action figure, peluche, costumi, e altri oggetti da collezione.
Il 22 marzo 2022 iniziarono due concorsi per vincere due controller wireless per Xbox con rivestimento peloso (uno rosso e l'altro blu, come i colori di Knuckles e Sonic rispettivamente) assieme ad un'esclusiva console Xbox Series S nera con un anello dorato sulla superficie, assieme al logo del film in rilievo. La prima modalità per vincerli era su Twitter, dove i partecipanti dovevano essere maggiorenni e twittare l'hashtag #XboxSonic2Sweepstakes; il secondo invece, disponibile negli Stati Uniti, permetteva di vincerli riscattando punti Microsoft Rewards. Il concorso è iniziato il 22 marzo 2022 e si è concluso il 4 aprile.
Il 24 marzo 2022, è stato annunciato che la Build-A-Bear Workshop avrebbe distribuito dell'abbigliamento e accessori a tema Sonic, tra cui dei peluche, un anello, pigiami, sound box, e le scarpe di Sonic.

## Sequel e spin-off
Nel febbraio 2022, Sega e Paramount hanno confermato che sono in fase di sviluppo un terzo film di Sonic e una miniserie televisiva spin-off incentrata su Knuckles. La miniserie includerà Idris Elba a doppiare il personaggio e sarà pubblicata nel 2024 sul servizio di streaming Paramount+; nell'aprile 2023 iniziano le riprese dello show. Il 9 agosto 2022 viene annunciato che l'uscita del terzo film è prevista per il 20 dicembre 2024. Il 2 febbraio 2024 conferma una buona notizia per i fan che Jim Carrey ritorna nei panni del Dr. Robotnik dopo il suo periodo di pausa. L'8 febbraio dello stesso anno viene reso pubblico in internet il trailer della miniserie televisiva di Knuckles che uscirà sempre nello stesso anno il 26 aprile.
Il 19 dicembre 2024 viene annunciato un quarto film in uscita nel 19 marzo 2027.